# Félix Bolaños
Félix Bolaños García (ur. 17 grudnia 1975 w Madrycie) – hiszpański polityk i prawnik, od 2021 minister.

## Życiorys
Absolwent prawa na Uniwersytecie Complutense w Madrycie, odbył kurs z zakresu prawa pracy w Escuela de Práctica Jurídica. Uzyskał uprawnienia adwokata, praktykował w kancelarii prawniczej Uría Menéndez. Został też wykładowcą w szkole biznesowej Instituto de Empresa oraz dyrektorem departamentu doradztwa prawnego w Banku Hiszpanii.
Członek Hiszpańskiej Socjalistycznej Partii Robotniczej (PSOE). Od 2017 był sekretarzem związanej z partią fundacji Fundación Pablo Iglesias. W 2018 powołany na sekretarza generalnego do spraw prezydencji w administracji rządowej. W lipcu 2021 został ministrem do spraw prezydencji, kontaktów z parlamentem i demokracji w drugim rządzie Pedra Sáncheza.
W 2023 z listy PSOE został wybrany w skład Kongresu Deputowanych. W listopadzie 2023 objął urząd ministra do spraw prezydencji, sprawiedliwości i kontaktów z parlamentem w trzecim gabinecie dotychczasowego premiera.

## Odznaczenia
Odznaczony Krzyżem II Klasy Orderu Krzyża Świętego Rajmunda z Penafort.